# Guissény
Guissény, Bretons: Gwiseni, is een gemeente in het Franse departement Finistère, in de regio Bretagne. De plaats maakt deel uit van het arrondissement Brest. Guissény telde op 1 januari 2022 1.974 inwoners.

## Geografie
De oppervlakte van Guissény bedroeg op 1 januari 2022 25,18 vierkante kilometer; de bevolkingsdichtheid was toen 78,4 inwoners per km².

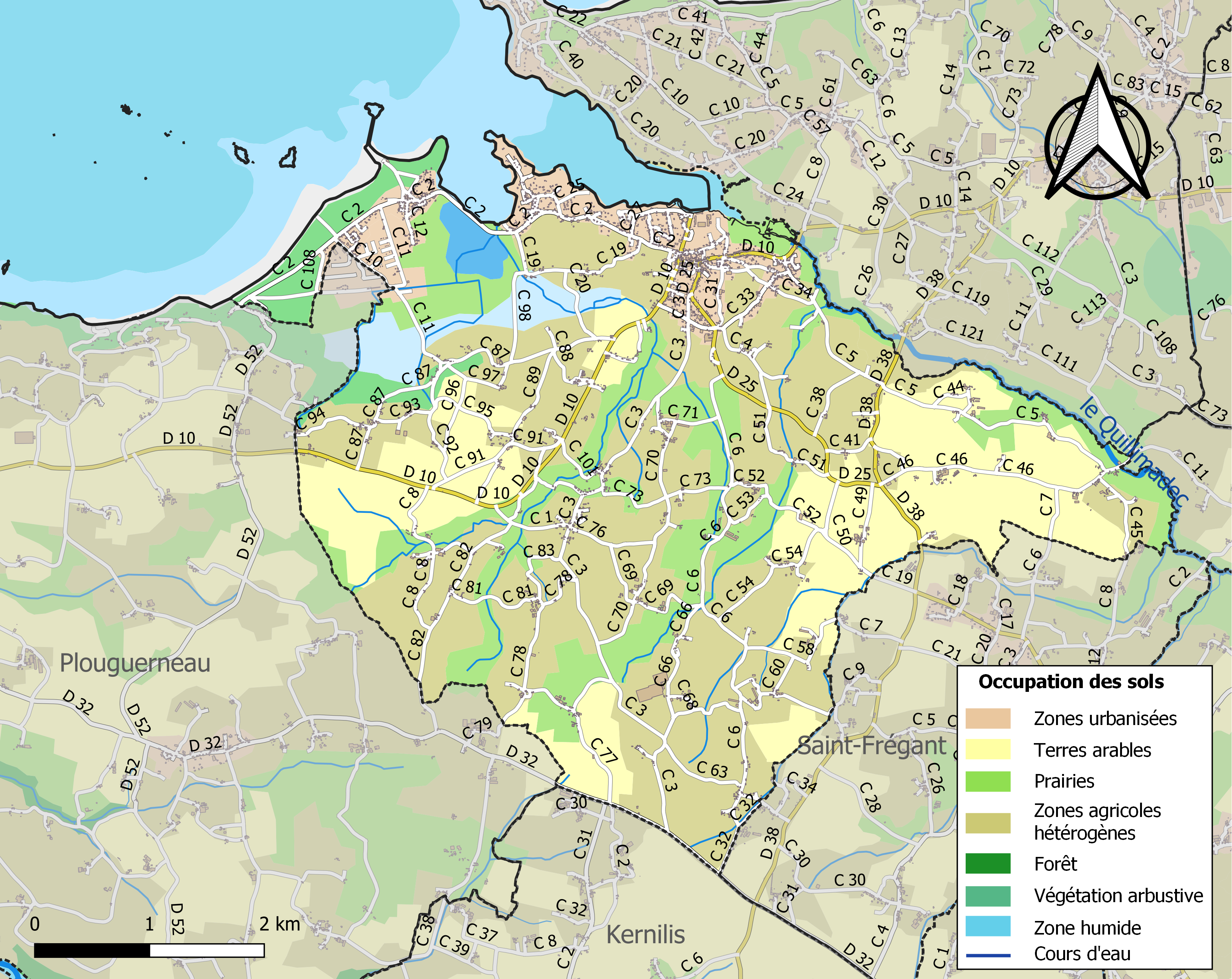
Kaart van de gemeente met belangrijkste infrastructuur, bodemgebruik en omliggende gemeenten

## Demografie
Onderstaande figuur toont het verloop van het inwonertal (bron: INSEE-tellingen).